# Stephan Körner
Stephan Körner, FBA (26 de septiembre de 1913 – 17 de agosto de 2000) fue un filósofo británico, que se especializó en la obra de Kant, el estudio de los conceptos, y en la filosofía de las matemáticas.
Nacido en una familia judía en lo que pronto se convertiría en Checoslovaquia, Körner abandonó ese país para evitar una muerte segura a manos de los nazis después de la Ocupación alemana en 1939, y llegó al Reino Unido como refugiado, donde comenzó sus estudios de filosofía; en 1952 era profesor de filosofía en la Universidad de Bristol, tomando una segunda cátedra en Yale en 1970. Estuvo casado con Edith Körner, y fue el padre del matemático Thomas Körner y de la bioquímica, escritora y traductora Ann M. Körner.

## Primeros años
Körner nació en Ostrava, entonces parte del Imperio austrohúngaro, el 26 de septiembre de 1913. Hijo de Emil Körner y Erna (née Maier). Era el único hijo de un maestro de clásicos y su esposa.  Su padre había estudiado clásicos en Viena, mientras que al mismo tiempo, ganaba premios en matemáticas para complementar sus escasos ingresos (un compañero de estudios era un tal León Trotski, a quien se le preguntaba con frecuencia: "¿Cuándo va a suceder esa gran revolución de la que siempre estás hablando?").  A pesar de un deseo temprano de estudiar filosofía, Stephan fue disuadido por su padre, quien temía que su hijo se convirtiera en un académico sin dinero; fue persuadido para estudiar algo más práctico, y tomó su título en derecho en la Universidad Carolina de Praga, completándolo en 1935. Ejerció la abogacía solo brevemente, pero mantuvo un gran interés, asistiendo a seminarios en la Facultad de Derecho de Yale después de su nombramiento como profesor visitante en Yale en la década de 1970. De 1936 a 1939 llevó a cabo su servicio militar, sirviendo como oficial de caballería.
Después de que las tropas alemanas se trasladaron al país en marzo de 1939, un compañero de escuela, un oficial de las SS alemanas, advirtió a la familia judía que la vida en el Moravia ocupada por los alemanes ya no era segura. Sus padres se negaron a irse, creyendo que no tenían nada que temer ya que no eran comunistas.  Su padre murió en 1939, muy probablemente por su propia mano, durante la deportación a Nisko y su madre fue asesinada en 1941 después de la deportación al gueto de Minsk, Bielorrusia, en el Transporte F. Su prima hermana Ruth Maier fue uno de los muchos otros miembros de la familia que fue asesinado en Auschwitz, después de su arresto y deportación de Noruega en 1944.  Es recordada como "la Ana Frank de Noruega". Stephan viajó con dos amigos, Otto Eisner y Willi Haas, a través de Polonia hasta el Reino Unido, llegando como refugiado justo cuando comenzó la Segunda Guerra Mundial. En Gran Bretaña, se reincorporó al ejército del gobierno checoslovaco emigrado; vio el servicio con ellos durante la Batalla de Francia en 1940 antes de regresar a Gran Bretaña.
Recibió una pequeña beca para continuar su educación en la Universidad de Cambridge, donde estudió filosofía con R. B. Braithwaite en Trinity Hall, Cambridge| Salón de la Trinidad]]; entre otros, fue enseñado por Ludwig Wittgenstein.  El profesor Braithwaite fue extremadamente amable con su estudiante refugiado.  En una ocasión, Braithwaite lo invitó a su casa diciendo: "Alguien me ha dado un salami húngaro; ¿Vendrías a mi casa y me mostrarías cómo comerlo?" Tales invitaciones eran bienvenidas ya que Stephan ganaba poco dinero como camarero en un restaurante griego y sobrevivía con "un pastel de carne de cuatro centavos por día". En 1943 fue llamado al ejército checoslovaco, sirviendo como sargento de infantería durante el empuje a través de Francia y Alemania. Más tarde diría que sobrevivió a los combates fuera de Dunkerque debido a Dickens; Recuperándose en el hospital de una herida menor, un médico se negó a darle de alta hasta que hubiera tenido otro día para terminar su novela. Como resultado, se perdió los intensos combates del día siguiente, cuando muchos de sus amigos cercanos fueron asesinados.

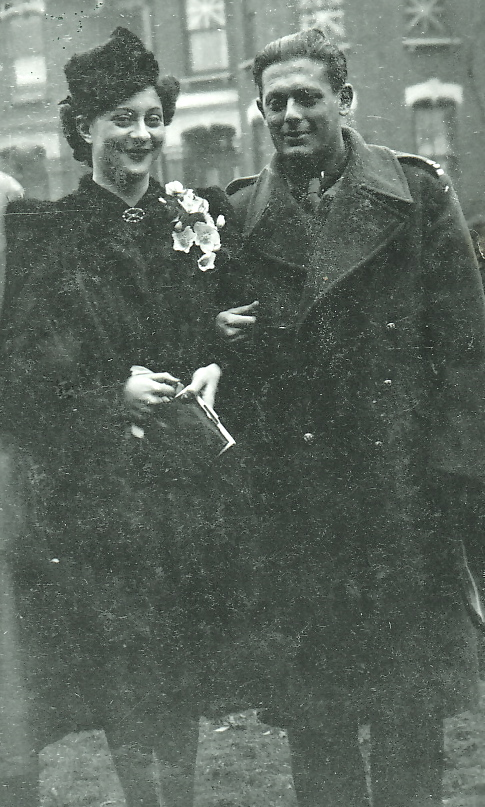
Stephan y Edith Körner el día de su boda en 1944.

Obtuvo su doctorado en 1944; poco después, se casó con Edith Laner ("Diti"; nacida Edita Leah Löwy; en 1938/39, su padre cambió el apellido a Laner en un vano intento de engañar a los nazis para que pensaran que él y su familia no eran judíos), una refugiada checa, a quien había conocido en Londres en 1941. Permaneció en el ejército checoslovaco hasta 1946.

## Carrera académica
Después de su servicio militar, trabajó en la Universidad de Cardiff, dando clases particulares a estudiantes de alemán. Asumió su primer puesto académico en 1947, dando clases de filosofía en la Universidad de Bristol. En 1952, fue nombrado para la cátedra única y la presidencia de su departamento, que mantendría hasta 1979. En 1965 y 1966 fue Decano de la Facultad de Artes, y de 1968 a 1971 Pro-Vicerrector.
Durante este tiempo trabajó como profesor visitante de filosofía en la Universidad de Brown en 1957, la Universidad de Yale en 1960, la Universidad de Carolina del Norte, Chapel Hill en 1963, la Universidad de Texas en Austin en 1964 y la Universidad de Indiana en 1967. En 1970 regresó a Yale con una cátedra visitante titular en filosofía, manteniéndola conjuntamente con el puesto de Bristol durante nueve años, y luego como su único puesto de 1979 a 1984. Bristol lo nombró profesor emérito en su jubilación, y posteriormente ocupó una cátedra visitante en la Universidad de Graz de 1980 a 1989.
Recibió doctorados honorarios de la Queen's University Belfast en 1981, y de Graz en 1984, donde fue nombrado profesor honorario en 1986. Bristol lo nombró miembro honorario en 1987. Trinity Hall le otorgó el mismo honor en 1991.
Fue presidente de la Sociedad Británica de Filosofía de la Ciencia en 1965, de la Sociedad Aristotélica en 1967, de la Unión Internacional de Historia y Filosofía de la Ciencia en 1969 y de la Asociación de la Mente en 1973. Editó la revista  Ratio de 1961 a 1980. También formó parte del consejo editorial de Erkenntnis de 1974 a 1999. En 1967 fue elegido miembro de la Academia Británica.

## Trabajo filosófico
En 1955 publicó sus dos primeras obras importantes. Kant, una introducción para los no especialistas a la obra de Immanuel Kant, pasó por varias impresiones durante las siguientes tres décadas y todavía se considera un clásico menor en el campo; fue uno de los primeros libros de posguerra en reintroducir a Kant en el mundo de habla inglesa. El hecho de que en este y en trabajos posteriores Korner presentara una opinión controvertida de que las categorías de Kant se aplican directamente a la ciencia empírica ordinaria, fue poco notado por un público agradecido por cualquier trabajo corto que cubra toda la filosofía de Kant.
El segundo, "Pensamiento conceptual", fue un estudio más especializado, que estudió la forma en que las personas tratan los conceptos "exactos" e "inexactos": los conceptos exactos, como las construcciones lógicas o las ideas matemáticas, podrían definirse claramente, mientras que los conceptos inexactos, como el "color", siempre tendrían límites poco claros. En 1957 amplió esto, editando "Observación e interpretación", una colección de artículos que surgieron de un seminario que reunió a filósofos y físicos para discutir estas cuestiones.
Su trabajo lo llevó a la filosofía de las matemáticas, sobre la que publicaría un libro de texto en 1960; "Filosofía de las matemáticas", que tomó como tema central la cuestión de cómo las matemáticas aplicadas pueden ser metafísicamente posibles.
También escribió sobre la filosofía de la ciencia en "Experiencia y teoría" (1966), incluyendo el trabajo sobre la inconmensurabilidad teórica, el concepto de que dos teorías directamente contradictorias, como la mecánica clásica y la teoría de la relatividad|relatividad, pueden coexistir, sin que ninguna de ellas sea específicamente "incorrecta".
En 1969 publicó "¿Qué es la filosofía?", y en 1970 "Marcos categoriales", intenta presentar sus puntos de vista a una audiencia general. "Experiencia y conducta", publicado en 1979, discutió cómo evaluamos y desarrollamos nuestras propias preferencias y sistemas de valores; su trabajo final, "Metafísica: su estructura y función" (1984) fue un amplio estudio de la metafísica.

## Vida personal
Körner fue recordado por colegas y alumnos como "extraordinariamente guapo con un asombroso acento checo ... [con] un cierto sentido de grandeza sobre él". Conservó un sentido anticuado de los modales, formal pero cortés, así como una apariencia formal.  Incluso en los días más calurosos, nunca se le veía sin corbata y chaqueta.
Vivió una vida hogareña feliz y contenta; él y Edith fueron recordados por sus amigos como excepcionalmente cercanos y dedicados el uno al otro. En sus primeros años de casados encajaron en el molde académico convencional – mientras él trabajaba incesantemente en sus estudios, ella crio a la familia, cuidó de la casa, administró las finanzas – pero después de que los niños crecieron y se fueron, ella trabajó en su propia carrera, convirtiéndose finalmente en la presidenta del tribunal de magistrados en Bristol y supervisando la remodelación del sistema de gestión de información del Servicio Nacional de Salud. Edith manejó sus vidas, como con todo lo demás, de una manera práctica, organizada y contundente, asegurando que él pudiera trabajar lo más libremente posible; le gustaba decir que "Diti hace todo, pero me deja la filosofía a mí".
La pareja tuvo dos hijos: Thomas Körner|Thomas]], profesor de matemáticas, y Ann, bioquímica, escritora y traductora, que se casó con Sidney Altman (ganadora conjunta del Premio Nobel de Química en 1989).
Tras el diagnóstico de cáncer avanzado de Edith en el verano de 2000, decidieron morir juntos en agosto de ese año, el 17.
Les sobrevivieron sus dos hijos y cuatro nietos.

## Publicaciones
Libros/monografías de autor
- (1955)  Encaje.

- (1955)  Pensamiento conceptual (reedición corregida, 1959)

- (1960)  La filosofía de las matemáticas. Dover Publications, ISBN 0-486-25048-2

- (1966)  Experiencia y teoría - Un ensayo en la filosofía de la ciencia

- (1967) Kant's Conception of Freedom Oxford University Press.

- (1969)  ¿Qué es la filosofía? - La respuesta de un filósofo. (Más tarde publicado como  Cuestiones fundamentales en filosofía)

- (1970)  Marcos categóricos.

- (1971)  Abstracción en ciencia y moral, 24th Eddington Memorial Lecture (Cambridge University Press)

- (1976)  Experiencia y conducta..

- (1984)  Metafísica: su estructura y función.[14][15]

Libros editados
- (1957)  Observación e interpretación: un simposio de filósofos y físicos.[16]

- (1971)  Razón práctica - Documentos y discusiones

- (1976)  Explicación - Documentos y discusiones

- (1976).  Filosofía de la lógica: documentos y discusiones (Oxford, Blackwell, and California University Press)

Seleccionar artículos/capítulos
- (1970) " Description, Analysis and Metaphysics," en Joseph Bobik (ed.) The Nature of Philosophical Inquiry, (South Bend, Indiana, Notre Dame University Press)

- (1975) " On Some Relations Between Logic and Metaphysics," en The Logical Enterprise, (ed.) Alan R. Anderson et.al. (New Haven, Yale University Press).

- (1976) " On the Subject Matter of Philosophy," en H. D. Lewis (ed.) Contemporary British Philosophy (Londres, Allen & Unwin)

- (1980) " La ciencia y la organización de las creencias," en:  Mellor, D. H., (ed.). Ciencia, creencia y comportamiento: ensayos en honor de R. B. Braithwaite. Cambridge [Ing.]; Nueva York: Cambridge University Press.  ISBN  978-0-521-22960-9.

- (1991) " On the relation between Common Sense, Science and Metaphysics," in A. Phillips Griffiths (ed.), A. J. Ayer: Memorial Essays (Royal Institute of Philosophy Supplements, pp. 89-104). Cambridge: Cambridge University Press. doi 10.1017/CBO9780511628740.008

- (1991) " On the Logic of Practical Evaluation," en: Peter Geach (ed.)  Lógica y ética, Nijhoff International Philosophy Series, vol 41. Springer, Dordrecht doi 10.1007/978-94-011-3352-4_10

Para detalles más completos de la publicación, véase PhilPapers de Körner.  entrada o 1987  bibliografía.
Festschrift
- (1987) Stephan Körner — Análisis filosófico y reconstrucción, Jan T. J. Srzednicki (ed.) ISBN 978-94-009-3639-3